# FC 바사노 1903
풋볼 클럽 바사노 1903(Football Club Bassano 1903 A.S.D.)는 이탈리아 베네토주 바사노델그라파를 연고로 했던 이탈리아의 축구팀이었다.
청바지로 잘 알려진 회사인 디젤의 설립자이자 사업가인 렌초 로소가 소유했으며 2018년에 비첸차 비르투스를 인수, 합병하면서 해산되었다. 이에 후계 구단으로 FC 바사노 1903이 창단한 것으로 알려졌다.

## 우승 경력

### 국내 대회
- 스쿠데토 딜레탄티: 1

2004–05
- 코파 이탈리아 레가 프로: 1

2007–08

## 유명 전직 감독
- 잔니 데 비아시
- 주세페 필론